# Мартон, Анита
Анита Мартон (венг. Anita Márton; 15 января 1989, Сегед) — венгерская толкательница ядра и метательница диска, выступает за сборную Венгрии с 2009 года. Участница летних Олимпийских игр в Лондоне, обладательница серебряной медали чемпионата мира, чемпионка Европы в помещении, призёр многих соревнований национального и международного значения.

## Биография
Анита Мартон родилась 15 января 1989 года в городе Сегед, Венгрия. Активно заниматься лёгкой атлетикой начала с раннего детства, проходила подготовку в городе Бекешчаба в местном спортивном клубе «Бекешчабаи». В молодости выступала одновременно в толкании ядра и метании диска, однако со временем сделала основной акцент на ядро.
На международном уровне дебютировала в сезоне 2005 года — выступила на юниорском чемпионате мира в Марокко, где заняла одиннадцатое место в толкании ядра и девятнадцатое место в метании диска. Год спустя на аналогичных соревнованиях в Пекине несколько улучшила свои результаты, расположилась в итоговых протоколах на двенадцатой и пятнадцатой позициях. Ещё через год на чемпионате Европы в Нидерландах была седьмой и шестой в толкании ядра и метании диска соответственно. На чемпионате мира среди юниоров 2008 года в Польше ещё ближе подошла к призовым позициям.
В 2009 году Мартон пробилась в основной состав венгерской национальной сборной и впервые выступила на взрослом чемпионате мира и на взрослом чемпионате Европы в помещении, хотя составить конкуренцию своим взрослым соперницам не смогла, не попав даже в десятку сильнейших. В следующем сезоне в толкании ядра отметилась семнадцатым местом на чемпионате мира в Дохе и одиннадцатым местом на чемпионате Европы в Барселоне. В 2011 году была пятой на европейском первенстве в помещении в Париже, двадцать второй на мировом первенстве в Южной Корее, седьмой на Универсиаде в Шэньчжэне, завоевала бронзовую медаль в метании диска на молодёжном чемпионате Европы в Чехии. Благодаря череде удачных выступлений удостоилась права защищать честь страны на летних Олимпийских играх 2012 года в Лондоне — толкнула здесь ядро на 17,48 метра и с этим результатом заняла итоговое двадцать третье место.
После лондонской Олимпиады Анита Мартон осталась в основном составе венгерской национальной сборной и продолжила принимать участие в крупнейших международных соревнованиях. Так, в 2013 году в толкании ядра она представляла страну на чемпионате Европы в помещении в шведском Гётеборге, где стала двенадцатой, и на чемпионате мира в Москве, где показала двадцать второй результат. Кроме того, будучи студенткой, отправилась на Универсиаду в Казань и в той же дисциплине заняла там четвёртое место, остановившись в шаге от призовых позиций.
Первого серьёзного результата на взрослом международном уровне добилась в сезоне 2014 года, когда на чемпионате Европы в швейцарском Цюрихе получила бронзу в зачёте толкания ядра. Год спустя на европейском первенстве в помещении в Праге одолела всех своих соперниц и завоевала золотую награду, при этом на мировом первенстве в Пекине расположилась в итоговом протоколе на четвёртой строке. В 2016 году на чемпионате мира в помещении в американском Портленде выиграла в толкании ядра серебряную медаль, уступив лидерство только американке Мишель Картер.